# Raymond Impanis
Raymond Impanis (Berg, 19 de octubre de 1925 – Vilvoorde, 31 de diciembre de 2010) fue un ciclista belga, profesional entre los años 1947 y 1963.

## Biografía
Su especialidad fueron las clásicas de un día, consiguiendo la victoria en tres de los llamados Monumentos del ciclismo. Además de estas victorias, terminó en multitud de ocasiones entre los primeros clasificados. Así, por ejemplo, fue cuatro veces segundo en la Lieja-Bastoña-Lieja.
A pesar de no ser su especialidad, también obtuvo buenos resultados en pruebas por etapas. Ganó dos ediciones de la París-Niza y obtuvo dos triunfos de etapa en el Tour de Francia. Su mejor resultado en una Gran Vuelta lo logró en la Vuelta a España de 1956, al terminar 3.º. Además, también fue 6.º en el Tour de 1947 y 7.º en el Giro de 1957.

## Palmarés
| 1947 - 1 etapa del Tour de Francia 1948 - 2 etapas del Tour de Francia - Circuito de las Ardenas Flamencas– Ichtegem 1949 - 2.º en el Campeonato de Bélgica en Ruta - A través de Flandes 1951 - A través de Flandes 1952 - Gante-Wevelgem - 1 etapa de la París-Niza | 1953 - Gante-Wevelgem 1954 - París-Roubaix - Tour de Flandes - París-Niza, más 1 etapa 1957 - Flecha Valona 1960 - París-Niza |

## Resultados

### Grandes Vueltas
| Carrera         | 1947  | 1948   | 1949 | 1950  | 1951 | 1952 | 1953 | 1954 | 1955 | 1956 | 1957  | 1958 | 1959 | 1960 | 1961 | 1962 | 1963 |
| --------------- | ----- | ------ | ---- | ----- | ---- | ---- | ---- | ---- | ---- | ---- | ----- | ---- | ---- | ---- | ---- | ---- | ---- |
| Giro de Italia  | -     | -      | -    | -     | -    | 25º  | -    | -    | -    | -    | '7.º' | -    | -    | 40.º | -    | -    | -    |
| Tour de Francia | '6.º' | '10.º' | Ab.  | '8.º' | -    | -    | 23.º | -    | 13.º | 33.º | -     | -    | -    | -    | -    | -    | 66.º |
| Vuelta a España | -     | -      | X    | -     | X    | X    | X    | X    | -    | '3º' | -     | -    | -    | -    | -    | -    | -    |

### Vueltas menores
| Carrera | Carrera                | 1946 | 1947 | 1948 | 1949 | 1950 | 1951 | 1952 | 1953 | 1954 | 1955 | 1956 | 1957 | 1958 | 1959 | 1960 | 1961 | 1962 | 1963 |
| ------- | ---------------------- | ---- | ---- | ---- | ---- | ---- | ---- | ---- | ---- | ---- | ---- | ---- | ---- | ---- | ---- | ---- | ---- | ---- | ---- |
|         | París-Niza             | —    | —    | —    | —    | —    | —    | 3.º  | —    | 1.º  | —    | 30.º | 21.º | 11.º | —    | 1.º  | 12.º | 17.º | —    |
|         | Tour de Romandía       | —    | —    | —    | —    | —    | —    | 3.º  | —    | —    | —    | —    | —    | —    | —    | —    | —    | 6.º  | —    |
|         | Critérium del Dauphiné | —    | —    | —    | 5.º  | —    | —    | —    | —    | —    | —    | —    | —    | —    | —    | —    | —    | —    | —    |

### Clásicas, Campeonatos y JJ. OO.
| Carrera               | Carrera               | 1946 | 1947 | 1948 | 1949 | 1950 | 1951 | 1952 | 1953 | 1954 | 1955 | 1956 | 1957 | 1958 | 1959 | 1960 | 1961 | 1962 | 1963 |
| --------------------- | --------------------- | ---- | ---- | ---- | ---- | ---- | ---- | ---- | ---- | ---- | ---- | ---- | ---- | ---- | ---- | ---- | ---- | ---- | ---- |
| Omloop Het Nieuwsblad | Omloop Het Nieuwsblad | —    | —    | —    | —    | —    | 3.º  | 2.º  | —    | —    | —    | 7.º  | 28.º | —    | 45.º | —    | —    | —    | —    |
|                       | Milan San Remo        | —    | —    | —    | —    | 9.º  | 5.º  | 21.º | 6.º  | —    | 17.º | 11.º | —    | 10.º | 35.º | 67.º | 47.º | —    | —    |
| A través de Flandes   | A través de Flandes   | —    | —    | —    | 1.º  | —    | 1.º  | —    | —    | —    | —    | —    | —    | —    | —    | —    | —    | 9.º  | —    |
| E3 Harelbeke          | E3 Harelbeke          | —    | —    | —    | —    | —    | —    | —    | —    | —    | —    | —    | —    | —    | —    | —    | —    | —    | 36.º |
| Gante-Wevelgem        | Gante-Wevelgem        | —    | —    | 4.º  | —    | 16.º | —    | 1.º  | 1.º  | —    | 3.º  | 8.º  | 12.º | 11.º | 23.º | —    | 2.º  | 55.º | 43.º |
|                       | Tour de Flandes       | —    | 14.º | 4.º  | 5.º  | —    | 7.º  | —    | —    | 1.º  | —    | 11.º | —    | —    | 17.º | 8.º  | 31.º | 23.º | —    |
|                       | París-Roubaix         | —    | 4.º  | 21.º | 31.º | —    | 6.º  | 22.º | 7.º  | 1.º  | 5.º  | 44.º | 6.º  | 9.º  | 10.º | 10.º | 20.º | 9.º  | 40.º |
| Flecha Brabanzona     | Flecha Brabanzona     | —    | —    | —    | —    | —    | —    | —    | —    | —    | —    | —    | —    | —    | —    | —    | 10.º | 3.º  | 35.º |
| Flecha Valona         | Flecha Valona         | —    | —    | —    | —    | 2.º  | 10.º | 3.º  | 5.º  | 7.º  | 32.º | —    | 1.º  | 6.º  | 17.º | —    | 28.º | 13.º | 30.º |
|                       | Lieja-Bastoña-Lieja   | —    | 2.º  | 2.º  | 23.º | —    | 12.º | 13.º | 10.º | 2.º  | 2.º  | —    | —    | 5.º  | 24.º | —    | 25.º | —    | —    |
| París-Tours           | París-Tours           | —    | —    | —    | —    | —    | —    | —    | —    | —    | —    | —    | —    | —    | —    | —    | 4.º  | —    | —    |
|                       | Giro de Lombardía     | —    | —    | —    | —    | —    | 51.º | —    | —    | —    | —    | —    | 5.º  | —    | 21.º | 94.º | —    | —    | —    |
| Mundial en Ruta       | Mundial en Ruta       | —    | —    | 9.º  | 19.º | —    | —    | —    | —    | —    | —    | —    | 20.º | —    | —    | —    | —    | —    | —    |
| Bélgica en Ruta       | Bélgica en Ruta       | —    | —    | —    | 2.º  | —    | —    | —    | —    | —    | —    | —    | —    | —    | —    | —    | —    | 14.º | —    |